# Besalampy
Besalampy est une ville et une commune urbaine de l'Ouest de Madagascar, appartenant au district de Besalampy, appartenant à la région de Melaky, dans la province de Majunga.

## Géographie
Besalampy est située sur la route nationale 1 reliant Antananarivo à Tsiroanomandidy. La Réserve spéciale de Maningoza et la Réserve spéciale de Bemarivo se trouvent près de commune de Besalampy
La ville est traversée par le fleuve Maningoza.

## Administration
Besalampy est le chef-lieu du district éponyme.

## Démographie
La population est estimée à environ 15 000 habitants en 2001.

## Économie
65 % de la population travaille dans le secteur agricole. Les principales cultures sont principalement le riz, des cacahuètes et des oranges. 5 % est en lien avec la pêche.